# 斎藤美津子
斎藤 美津子（さいとう みつこ、1925年1月27日 - 2004年2月29日）は、日本のコミュニケーション学者、同時通訳（養成）者。国際基督教大学名誉教授。専門は異文化コミュニケーション論、コミュニケーション教育、一般意味論。
夫は元衆議院議員の福永一臣。父は元東京銀行監査役の斎藤保義。弟は元毎日新聞社社長・会長の斎藤明。姉の夫に井上孝、妹の夫に福田歓一、竹内昭夫、前田庸がいる。

## 経歴
京都市生まれ。東京銀行の前身である横浜正金銀行に就職していた父親の海外勤務で幼少期を7年間上海で過ごす。1945年東京女子大学英語専攻部卒業。1950年イリノイ州シカゴにあるノース・パーク大学（North Park University）に留学しスピーチ学に関心を持つ。 ノースウェスタン大学（Northwestern University）大学院スピーチ学研究科に進学し、1953年修士課程修了（M.A.）、1957年博士課程修了（Ph.D.）。 一般意味論の大家であるアーヴィング・J・リー（Irving J. Lee）博士に師事し日本人の女性で初めてコミュニケーション学の博士号を取得。
1957年から1992年まで国際基督教大学教養学部国際関係学科で教鞭をとり、外国人と日本人のコミュニケーション様式の比較研究等に従事すると同時に、会議通訳者の育成に尽力した。1986年株式会社コミュニケーターズを創立。国際一般意味論学会理事や文部省教科書検定審議会審議委員なども務めた。また、日本コミュニケーション学会創設時には様々な研究者と活発に交流し、大会での基調講演などを通じて多年にわたり学会に協力した。
1966年には國弘正雄と共同でエドワード・ホールの名著『沈黙のことば』（The Silent Language）を日本語訳して南雲堂より刊行した。また、1972年に『甘えの構造』の土居健郎や『タテ社会の人間関係』の中根千枝などを招き、米国のスピーチ・コミュニケーション学会（Speech Communication Association）と共催で、異文化コミュニケーションに関する国際会議を東京で開催した。 続いて、国際基督教大学創立25周年にあたる1976年には、「文化の違いを超えたコミュニケーション―人間的責任の再検討」と題した国際シンポジウムを企画し、ウィルバー・シュラムや加藤秀俊などの著名な専門家を国内外から招致した。 教え子にサンフランシスコ州立大学教授であった今堀義などがいる。
現コミュニケーターズ代表取締役の平岡貴子によると、斉藤は「コミュニケーションを人と人との心の温かさの交換」と定義し、「通訳者は言葉のスペシャリストでなく、コミュニケーションのスペシャリストでなくてはならない」というのが持論だった。 また、「私たちは宇宙地球村に属する一員だという認識を持ち続けて、今こそ異文化間コミュニケーションの問題ときめ細かく取り組んでいくべき」と力説していた。 日本におけるコミュニケーション学の確立と発展に大きく貢献したことから、「コミュニケーション学の日本のファーストレディ」や「日本のコミュニケーション学の母」と称された。

## 単著
- 『話しことばの科学―コミュニケーションの理論』（雪華社／サイマル出版会、1962年）
- 『きき方の理論―話し方への反省』（明治書院、1964年）
- 『きき方の理論―続・話しことばの科学』（サイマル出版会、1972年）
- 『話しことばのひみつ―ことばのキャッチボール』（創隆社、1981年）

## 翻訳
- エドワード・T・ホール（國弘正雄・長井善見共訳）『沈黙のことば』（南雲堂、1966年）
- ジョン・コンドン（横山紘子共訳）『ことばの世界―コミュニケーション入門』（サイマル出版会、1972年）
- イルマ・ウェーバー作・絵『こねずみくんのだいはっけん』（創隆社、1980年）

## 共編
- Condon, J. C., & Saito, M. (Eds.). (1974). Intercultural encounters with Japan: Communication—Contact and conflict. Tokyo: Simul Press.
- Condon, J. C., & Saito, M. (Eds.). (1976). Communication across cultures for what? A symposium on humane responsibility in intercultural communication. Tokyo: Simul Press.

## 論文
- Saito, M. (1970). Learning to communicate. General Semantics Bulletin: Yearbook of the Institute of General Semantics, 37, 14-18.
- Saito, M. (1982). Nemawashi: A Japanese form of interpersonal communication. ETC: A Review of General Semantics, 39(3), 205-214.
- Saito, M. (1985, June). Luncheon Address at the 6th Annual Convention. ILA Listening Post: Newsletter of the International Listening Association, 14, pp. 2, 5.
- Saito, M. (1985). Perspectives of communication education in Japan. Seijo Communication Studies, 3, 131-175.
- Saito, M. (1987). Women in the information society in Japan. Asian Women: Journal of the Research Institute of Asian Women at Sookmyung Women’s University, 26, 109-120.
- Saito, M. (1989). General semantics and intercultural communication. ETC: A Review of General Semantics, 46(4), 295-297.
- Saito, M. (1991). Observations on the style of Japanese negotiations. In P. G. Fendos, Jr. (Ed.), Cross-cultural communication: East and West (Vol. 3, pp. 785-799). Tainan, Taiwan: Department of Foreign Languages and Literature, National Cheng-Kung University.
- Saito, M. (1991). The development of Japanese women and future prospects. In E. Masini, J. Dator, & S. Rogers (Eds.), The futures of development: Selections from 10th World Conference of the World Futures Studies Federation (pp. 395-405). Paris: UNESCO.